# Ada Mangilli
Ada Fiorosa Paola Mangilli (Cento, 23 settembre 1862 – Firenze, 5 marzo 1935) è stata una pittrice italiana.

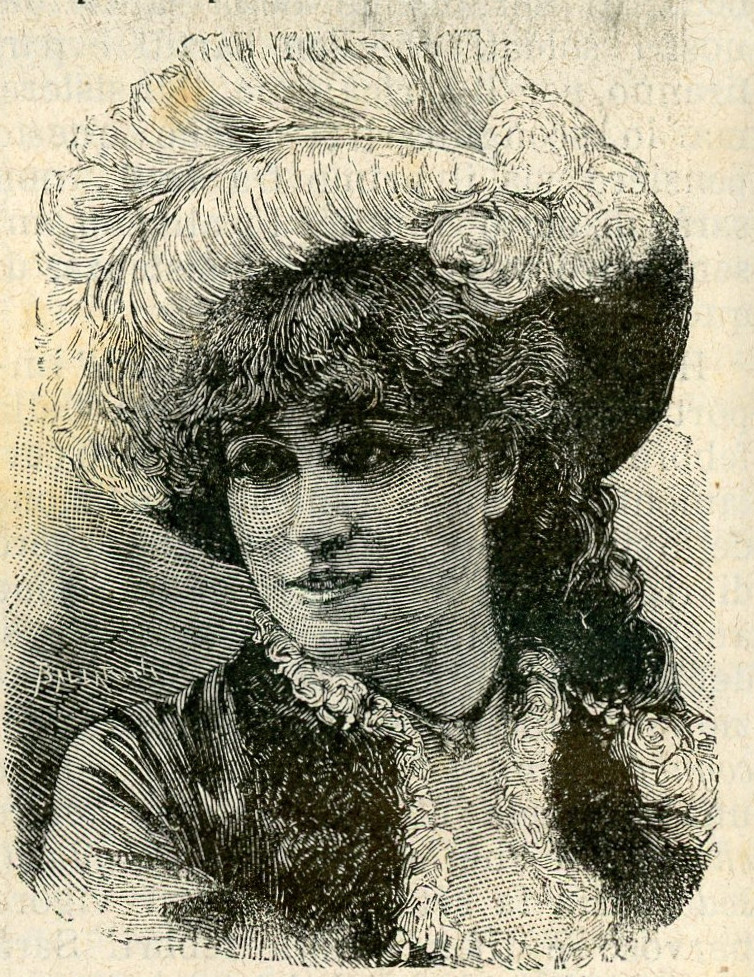
Ada Mangilli in una xilografia del 1885

Nacque a Cento in una famiglia borghese di buona cultura e di ampie disponibilità economiche. Suo padre era Antonio Mangilli, all'epoca sindaco di Cento e successivamente parlamentare del Regno d'Italia, la madre era la nobildonna Amelia Baldini.
In giovanissima età la Mangilli venne inviata a Firenze, città natale della madre, affinché potesse seguire gli studi. Come era consuetudine tra le ragazze di buona famiglia, non frequentò l'Accademia di belle arti, ma ebbe come suo insegnante privato Amos Cassioli, affermato ritrattista e pittore da cavalletto, che esercitò sulla sua formazione una significativa influenza.
I suoi primi lavori conosciuti risalgono al 1883, quando espose a Roma una Baccante in grandezza naturale, che fu molto apprezzata dalla regina Margherita. In seguito il dipinto fu esposto anche a Torino e a Ferrara, segno che i soggetti di carattere storico e neopompeiano erano particolarmente di moda nell'epoca. Altro dipinto datato 1863 è un ritratto femminile con velo bianco e orecchino di perla, da molti critici definito un Autoritratto, anche perché l'incisione a xilografia comparsa due anni dopo su L'Illustrazione Popolare la raffigurava due anni dopo con tratti estremamente somiglianti.
All'epoca dell'esecuzione di queste due opere, la Mangilli era appena ventenne ma già determinata a seguire la carriera di pittrice (tanto che già l'anno prima il giornalista Antonio Orsini le aveva dedicato un articolo sulla Gazzetta Ferrarese), carriera che poté agevolmente proseguire anche dopo il matrimonio con il conte Emanuele Francesetti di Mezzenile, capitano di fanteria, con il quale ebbe due figli e visse tra il Piemonte e la villa Alle Querce nella campagna fiorentina, ove lavorava assiduamente. Appassionata di letteratura e di musica, nel suo studio non riceveva solo i compratori, ma anche ospiti con i quali animava dibattiti di cultura.
Con le sue frequentazioni altolocate, la pittrice poté acquisire una notorietà internazionale dipingendo scene di carattere sia sacro che profano, in sintonia con il gusto liberty dell'epoca. Nel 1879 eseguì i bozzetti di due figure da tradurre in mosaico per la lunetta della porta di sinistra del Duomo di Firenze, raffiguranti il popolano Piero di Luca Barsi, che aveva istituito l'Arciconfraternita della Misericordia, e il beato Bonifacio Lupi, marchese di Soragna, che aveva fondato lo  Spedale di San Giovanni Battista, poi chiamato Ospedale Bonifacio in suo onore.
Significativi della sua predilezione per i soggetti allegorici sono Le feste di Floralia, esposte al Palazzo dei Diamanti di Ferrara nel 1897 ottenendo la medaglia d'oro; una Cleopatra che prova i veleni sulle sue schiave esposta a Venezia; una figura femminile con peplo oggi custodita nei depositi di Palazzo Reale (Napoli); una Iris, figlia di Cadmo, che sta per unirsi in matrimonio con Zeffiro, che Elena del Montenegro, allora non ancora regina d'Italia, volle far collocare in uno dei salotti del suo appartamento.
Nel 1888 Ada Mangilli partecipò con Il giovane Agrippa all'Esposizione di belle arti di Londra, vendendo i suoi dipinti in Inghilterra, Paesi Bassi e Austria.
Tra i soggetti di carattere sacro si ricorda Le Tre Marie, premiato nel 1890 a Firenze alla Mostra Beatrice Lavori Femminili e L'educazione di Gesù Bambino, una pala del 1892 per l'altare dedicato a San Giuseppe nel santuario della Beata Vergine della Rocca di Cento. Negli stessi anni, la Mangilli affrescò un Tobia nel cimitero dell'Antella, di cui oggi tuttavia non è rimasta traccia..
Un presunto autoritratto giovanile della pittrice è esposto presso la Civica Pinacoteca Il Guercino di Cento.